# Rámus förlag

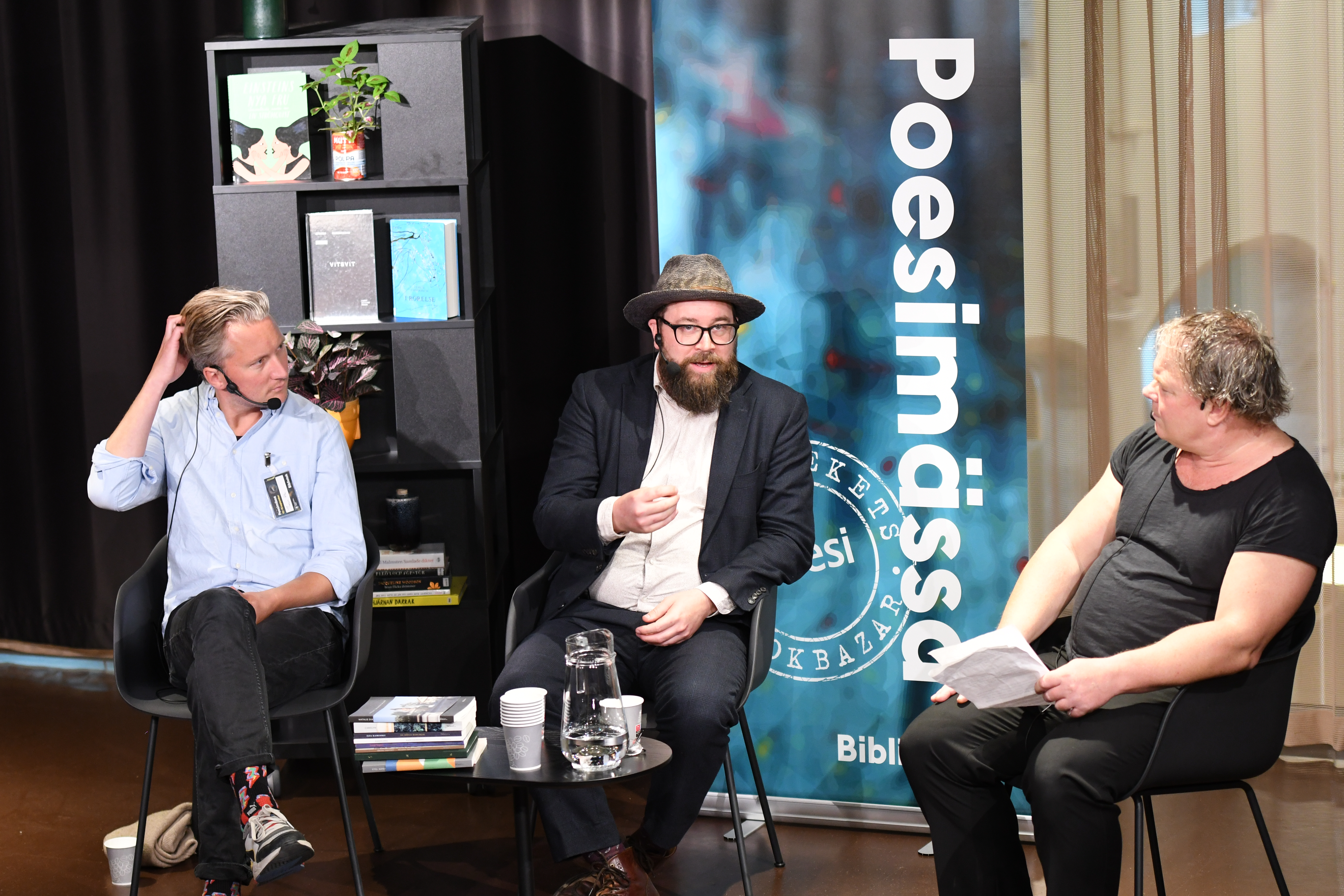
Thomas Alm (vänster) och Per Bergström (mitten) från Rámus förlag i samtal med Magnus William-Olsson på Poesimässan 2021 efter att de tilldelats pris som årets poesiförlag 2021.

Rámus förlag är ett svenskt bokförlag med inriktning mot översatt litteratur. Rámus, som är baserat i Malmö kommun, bildades år 2002 och har sedan dess gett ut titlar av författare från ett trettiotal länder, och engagerat ett femtiotal svenska översättare.
Förlaget har bland annat gett ut verk av Louise Glück, nobelpristagare i litteratur 2020: hon introducerades 2017 på svenska av förlaget, genom Jonas Bruns översättning av Averno, och 2019 översatte Stewe Claeson Ararat. I augusti 2020 gavs Vild iris ut på samma förlag av författare. Bland andra författare återfinns Athena Farrokhzad, Eiríkur Örn Norðdahl, Gloria Gervitz, Hanna Nordenhök, Péter Nádas, Sjón, Svetlana Cârstean och Terézia Mora.